# Sebil

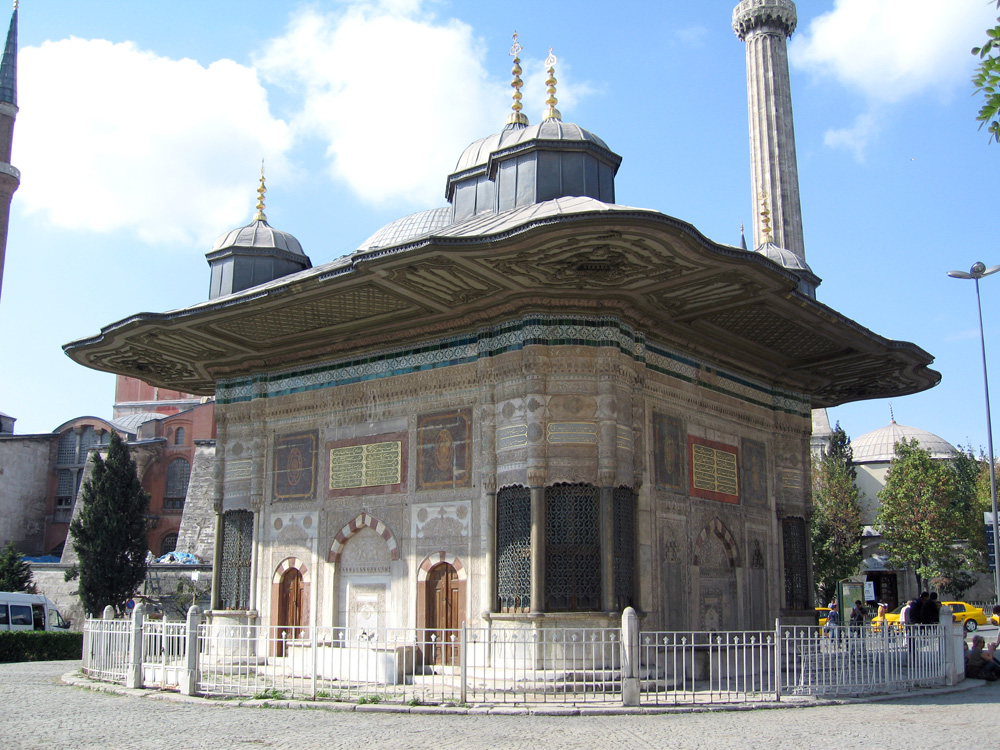
La fontaine d'Ahmed III à Istanbul.

Un sebil (en arabe : سبيل ) est une fontaine publique, souvent ornée de gravures en pierre. Ils 
étaient construits aux carrefours importants et en dehors des mosquées, par des hauts dignitaires ou dirigeants généreux, notamment sous l'Empire ottoman. Ils étaient alors utilisés afin de fournir l'eau aux croyants pour leur ablutions avant la prière, et aux voyageurs pour leur propre consommation.

## Histoire
Au XVIe siècle, les sebil stambouliotes étaient publics, et le fait de les financer était considéré comme un acte de piété. Ils fonctionnaient comme les kiosques, où de l'eau et des rafraîchissements étaient distribués aux passants. Ils étaient souvent décorés dans le style rococo ottoman. Y étaient également inscrits des versets du Coran en turc ottoman, formant un chronogramme selon la numérotation arabe, ainsi que la date de construction de l'édifice. Jusqu'à la diffusion de la plomberie domestique à la fin du XXe siècle, ils furent essentiels à la vie quotidienne des habitants d'Istanbul.

## Galerie

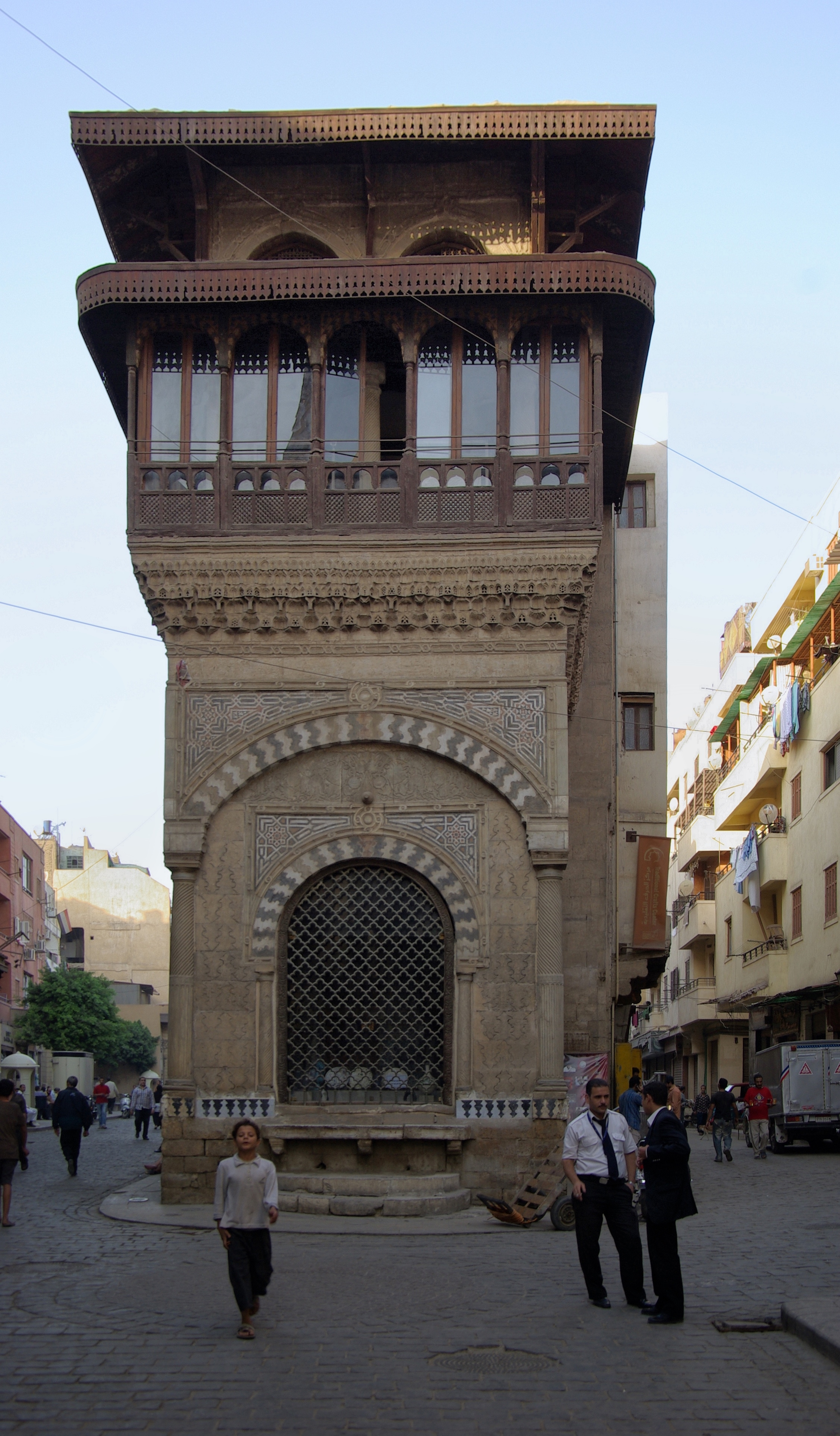
Le Sabil-Kuttab of Katkhuda au Caire.
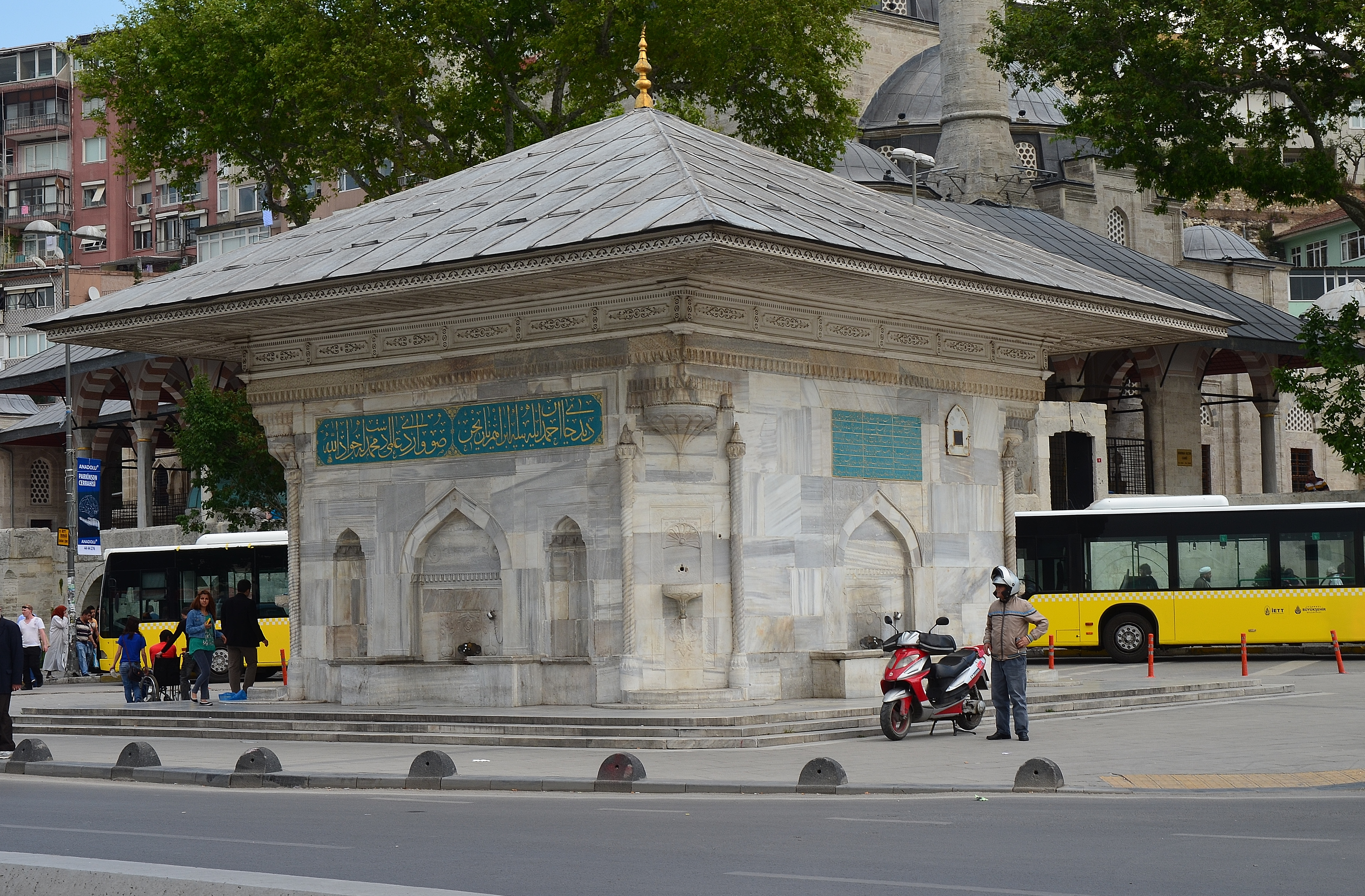
La fontaine d'Ahmed III (Üsküdar) à Istanbul.
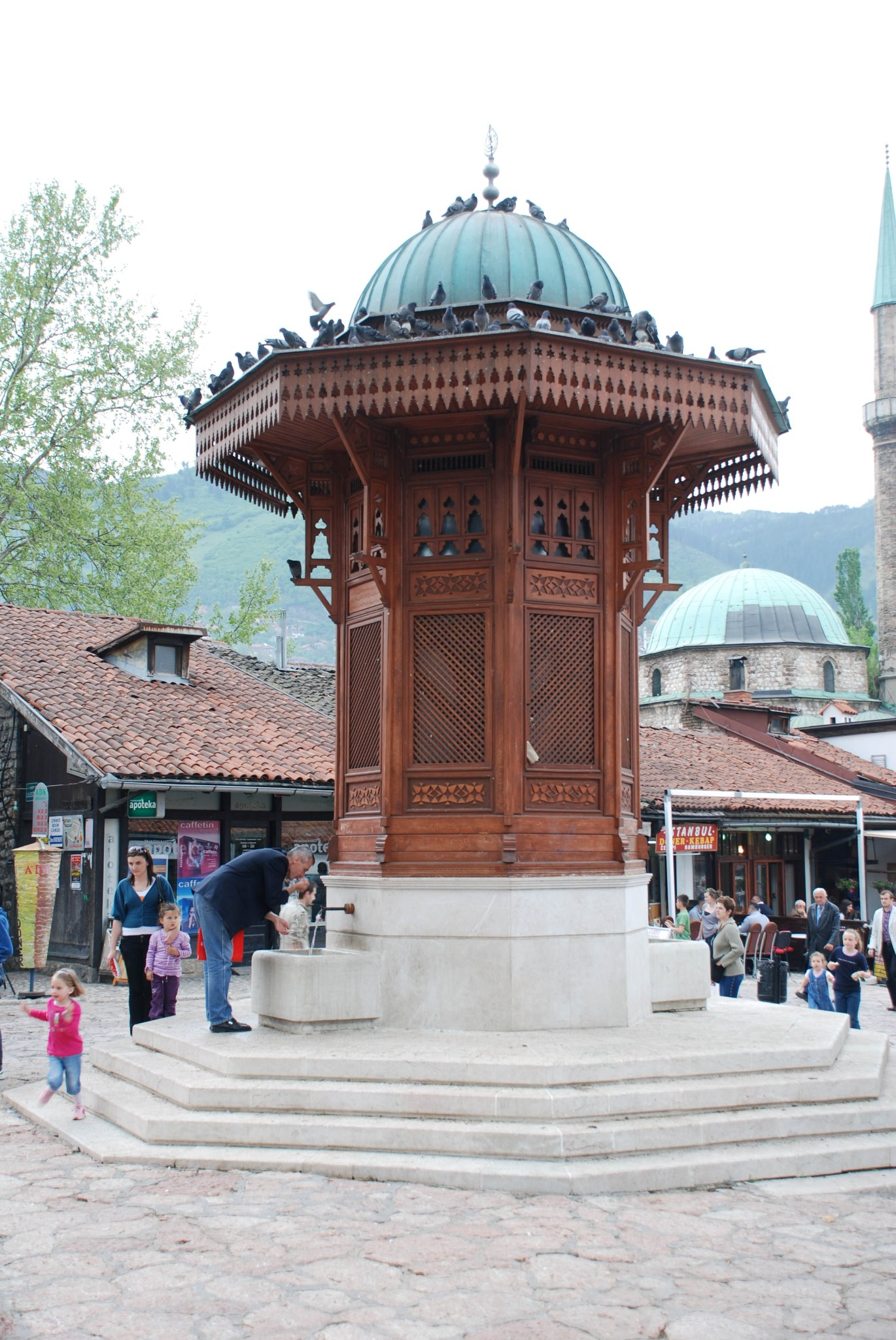
Sebil à Baščaršija, le vieux quartier de Sarajevo.
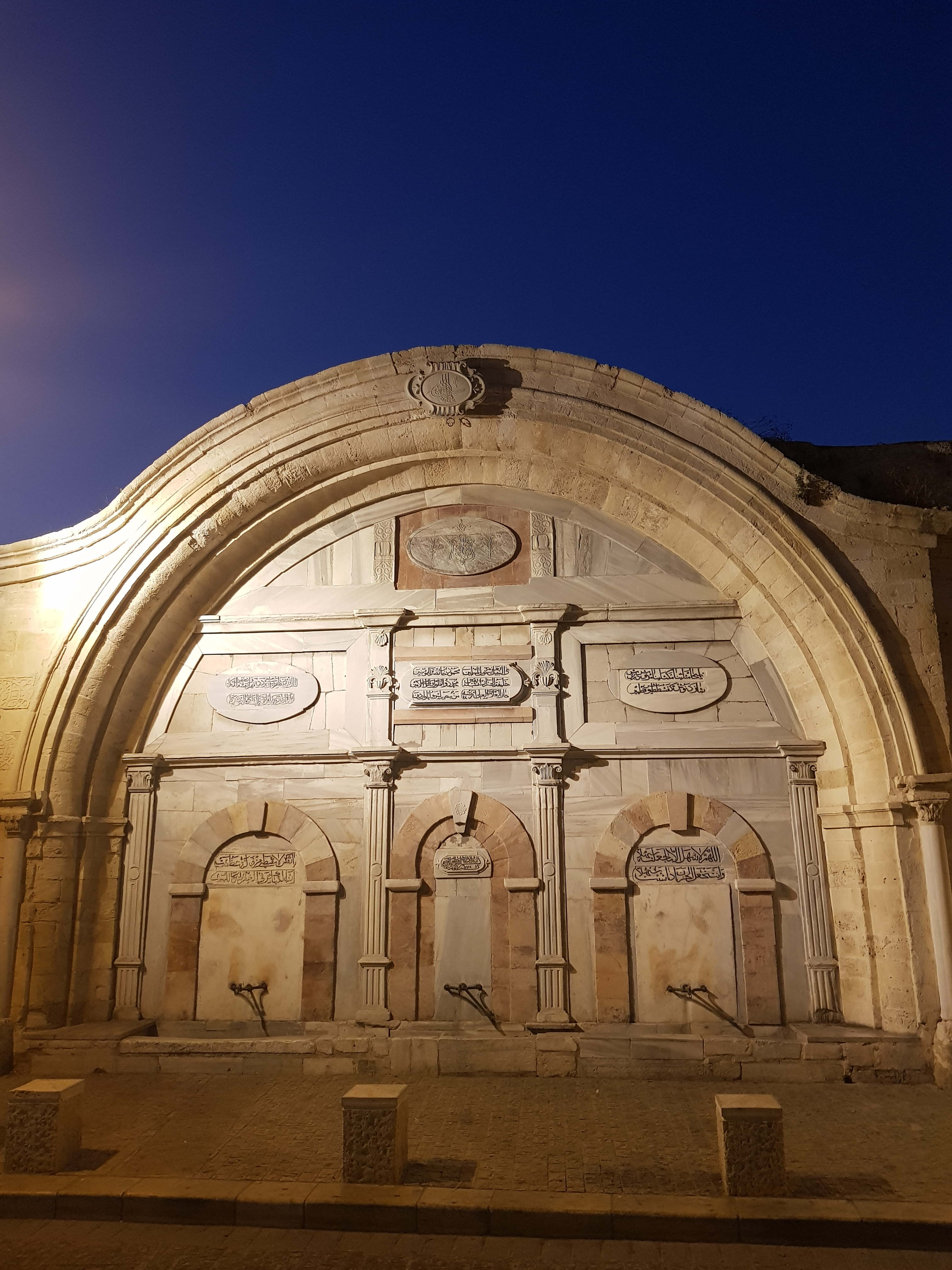
Sebil à Jaffa.